# Loisettea gazellae
Loisettea gazellae is een zeekomkommer uit de familie Cucumariidae.
De wetenschappelijke naam van de soort werd in 1889 gepubliceerd door Kurt Lampert.